# San Casciano in Val di Pesa
San Casciano in Val di Pesa is een gemeente in de Italiaanse provincie Florence (regio Toscane) en telt 16.717 inwoners (31-12-2004). De oppervlakte bedraagt 108,0 km2, de bevolkingsdichtheid is 155 inwoners per km2.
De volgende frazioni maken deel uit van de gemeente: Bargino, Calciaia, Campoli, Cerbaia, Chiesanuova, Cigliano, Faltignano, Mercatale, Montefiridolfi, La Romola, San Pancrazio, Spedaletto, Sant'Andrea in Percussina.

## Demografie
San Casciano in Val di Pesa telt ongeveer 6410 huishoudens. Het aantal inwoners steeg in de periode 1991-2001 met 3,8% volgens cijfers uit de tienjaarlijkse volkstellingen van ISTAT.
| Jaar | Inwoneraantal |
| ---- | ------------- |
| 1991 | 16.012        |
| 2001 | 16.615        |

## Geografie
De gemeente ligt op ongeveer 310 m boven zeeniveau.
San Casciano in Val di Pesa grenst aan de volgende gemeenten: Greve in Chianti, Impruneta, Montespertoli, Scandicci, Tavarnelle Val di Pesa.

## Partnersteden
San Casciano is verzusterd met:
- Nieuwerkerken

## Galerij

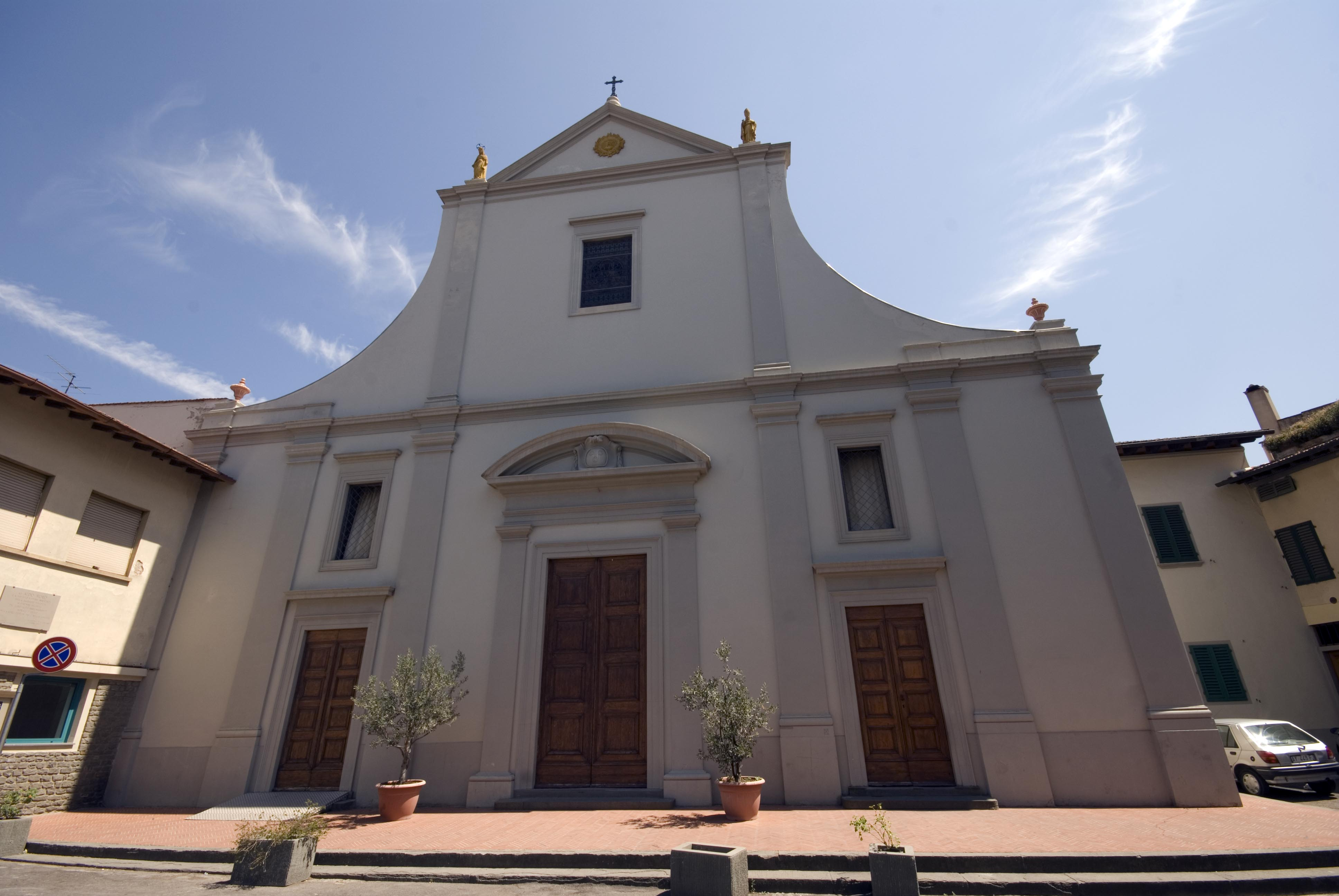
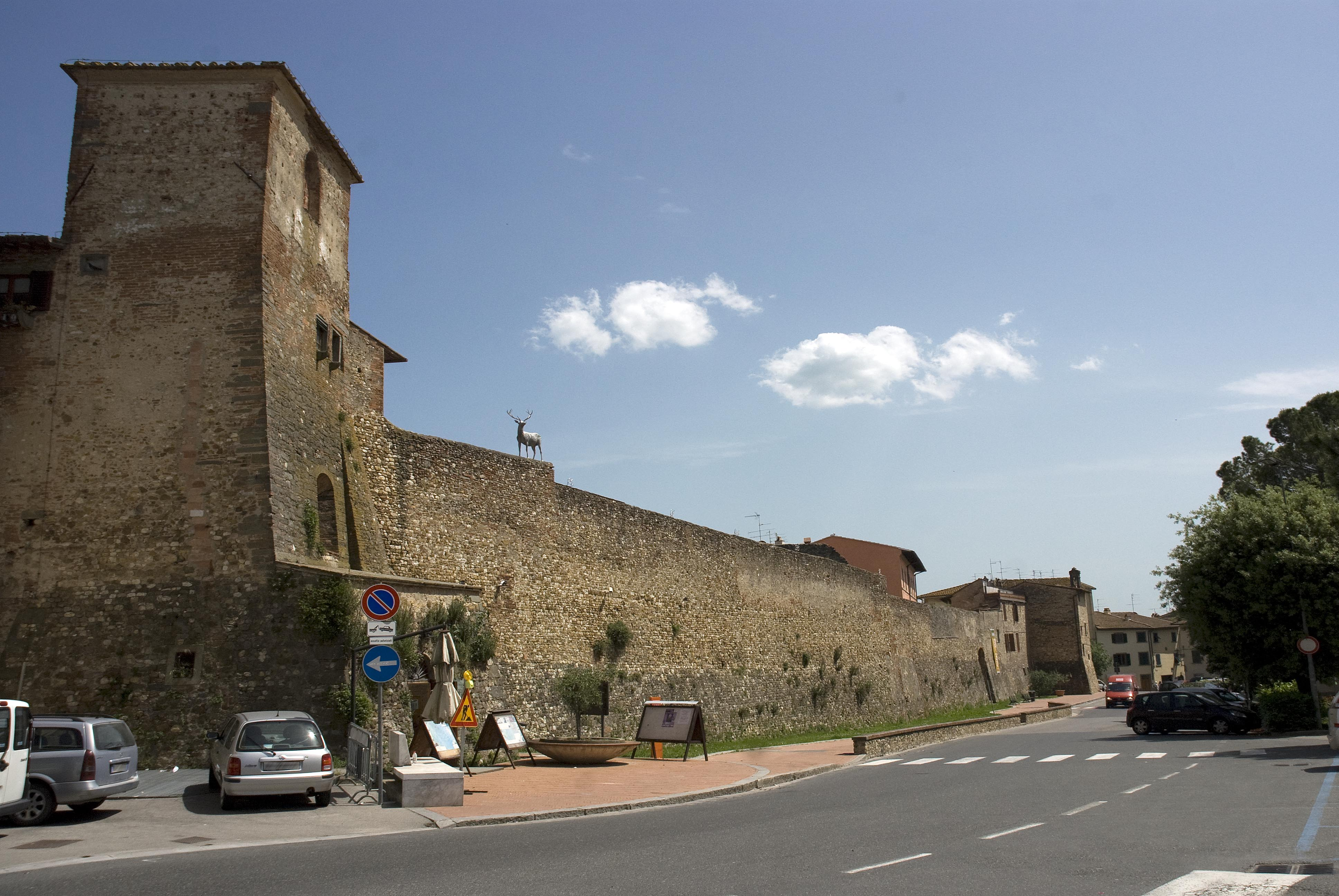
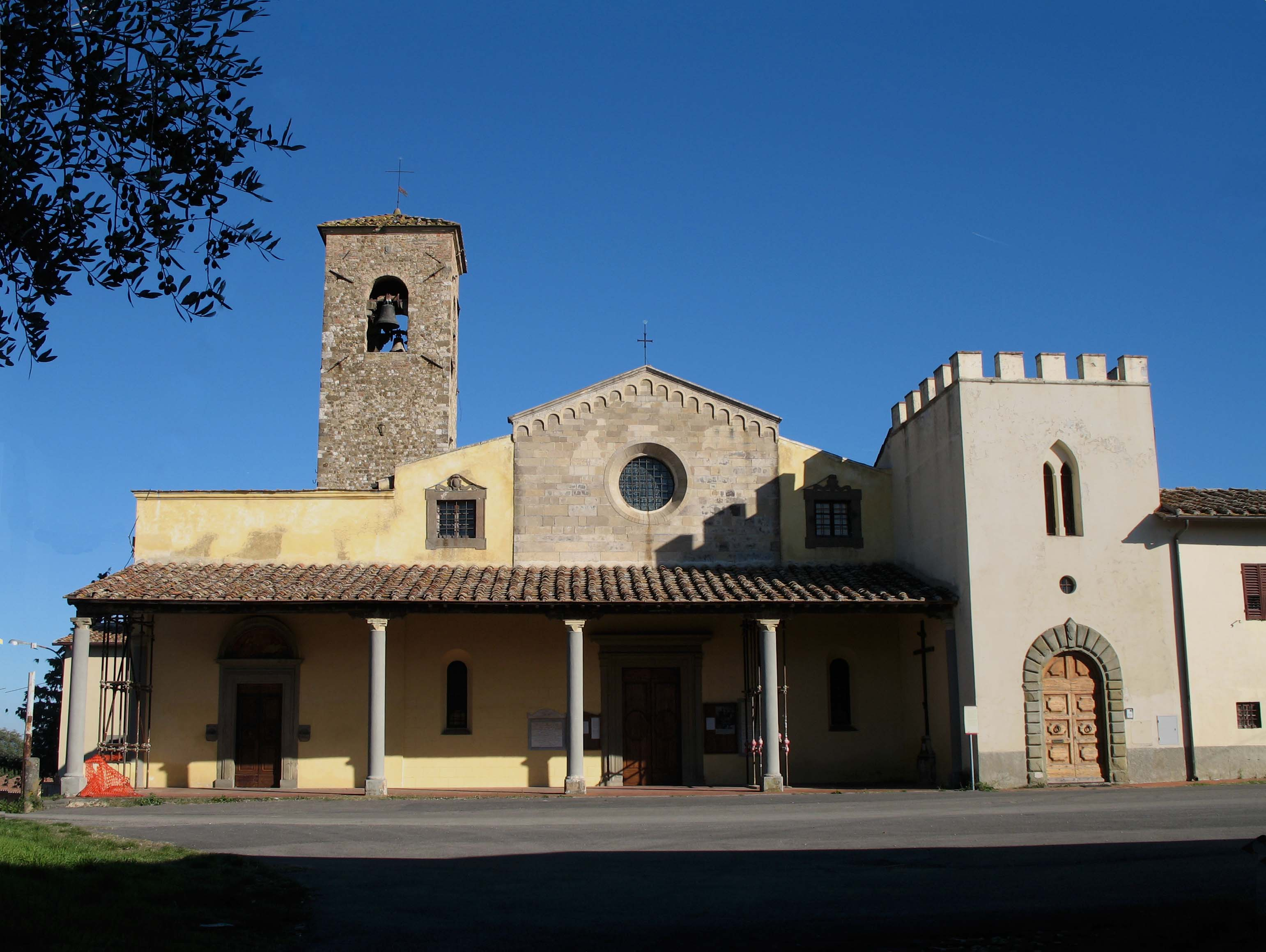
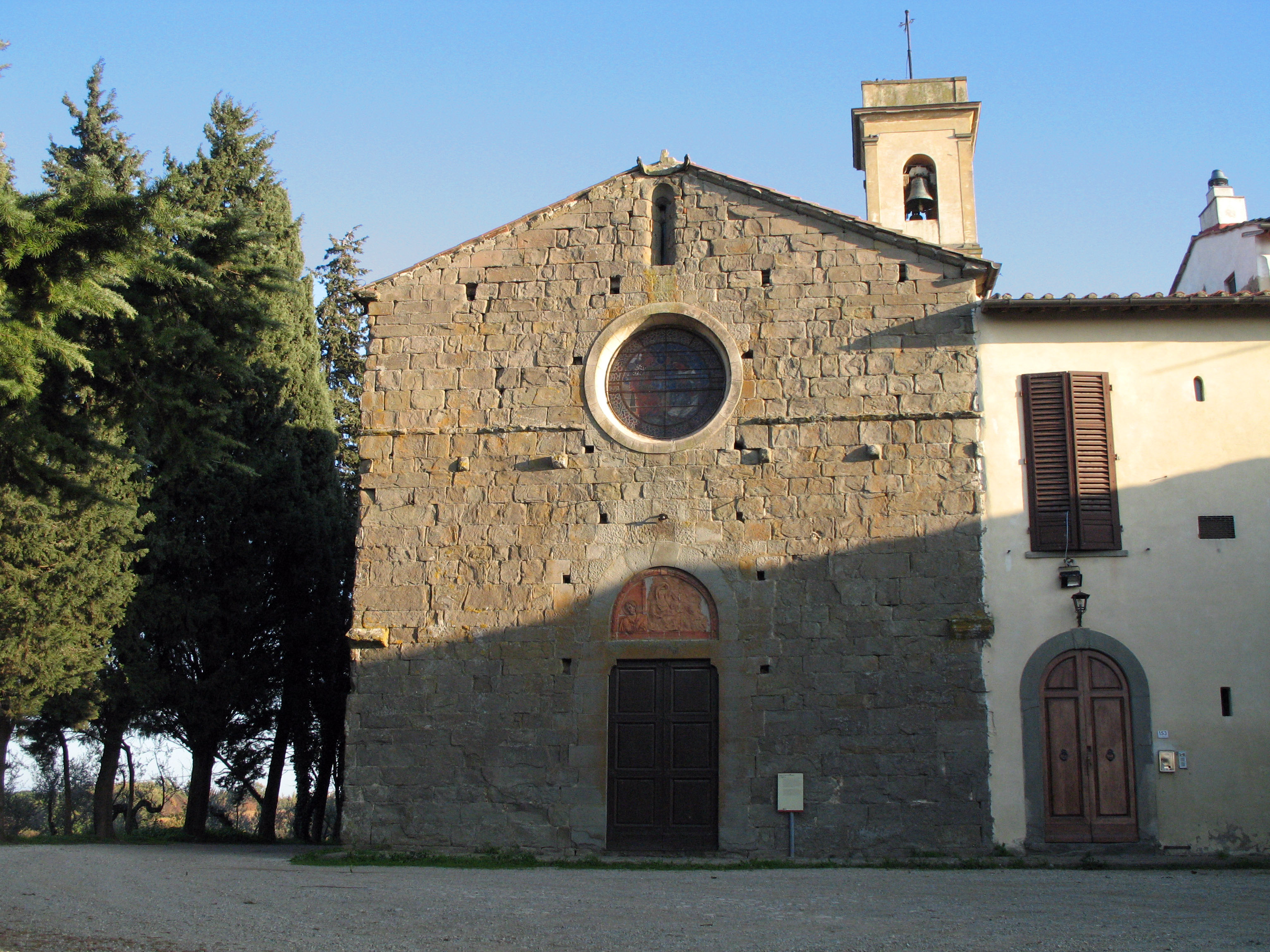

Bagno a Ripoli · Barberino di Mugello · Barberino Tavarnelle · Borgo San Lorenzo · Calenzano · Campi Bisenzio · Capraia e Limite · Castelfiorentino · Cerreto Guidi · Certaldo · Dicomano · Empoli · Fiesole · Figline e Incisa Valdarno · Florence · Firenzuola · Fucecchio · Gambassi Terme · Greve in Chianti · Impruneta · Lastra a Signa · Londa · Marradi · Montaione · Montelupo Fiorentino · Montespertoli · Palazzuolo sul Senio · Pelago · Pontassieve · Reggello · Rignano sull'Arno · Rufina · San Casciano in Val di Pesa · San Godenzo · Scandicci · Scarperia e San Piero · Sesto Fiorentino · Signa · Vaglia · Vicchio · Vinci
1. ↑  https://demo.istat.it/?l=it.